# Umarłem, aby żyć
Umarłem, aby żyć – polski film wojenny z 1984 roku w reżyserii Stanisława Jędryki.
Obraz nawiązujący do wspomnień Stanisława Miedzy-Tomaszewskiego i oparty na jego losach wojennych. Działając podczas II wojny światowej w konspiracji, w 1941 został schwytany przez Gestapo i rozpoznany jako ważny jej działacz ze znajomością szyfrów umożliwiających Niemcom rozpracowanie konspiracji w granicach III Rzeszy.
Film miał dwie cykliczne kontynuacje: Po własnym pogrzebie (1989) i Urodzony po raz trzeci (1989).

## Treść
W postać głównego bohatera wcielił się Andrzej Grabarczyk w roli Leopolda Wójcika, aresztowanego i osadzonego na Pawiaku. W obawie, że może nie wytrzymać tortur podczas przesłuchań przez Gestapo, domaga się on dostarczenia mu trucizny. Konspiratorzy kontaktują się w tej sprawie z profesorem Pytlem. Ten jednak stanowczo sprzeciwia się przekazaniu trucizny i zgłasza pomysł wydobycia Wójcika poprzez umyślne zakażenie go tyfusem, w ten sposób wymuszając konieczność przeniesienia więźnia do szpitala. Major Wróbel wprawdzie planuje tam akcję zbrojną, lecz prof. Pytel świadomy, że grozi to odwetem ze strony Niemców, przeciwstawia się temu zamiarowi. W zamian proponuje fortel z wykonaniem fikcyjnej operacji wyrostka robaczkowego, która oficjalnie ma zakończyć się niepowodzeniem – śmiercią pacjenta.
Zarażony Wójcik z rozpoznaniem tyfusu trafia do szpitala pod strażą i symuluje atak ślepej kiszki. Profesor Pytel zarządza operację w stanie podwyższonego ryzyka ze względu na operowanie pacjenta z chorobą zakaźną. W czasie rzekomej operacji Wójcik zostaje podmieniony na ciało jego sobowtóra. On sam odzyskuje wolność, podczas gdy Niemcy pozostają w przekonaniu, że ich więzień zmarł na stole operacyjnym.

## Obsada (kolejność alfabetyczna)
- Jacek Borkowski – Heymann, adiutant Mosera
- Janusz Bukowski – Wróbel, major AK
- Anna Ciepielewska – Maria Wójcikowa, matka Leopolda
- Joanna Duchnowska – dziewczyna w kawiarni
- Zygmunt Fok – dozorca
- Alfred Freudenheim – tajniak w kawiarni
- Iwona Głębicka – pielęgniarka asystująca przy „operacji”
- Maciej Góraj – Krzysztof, lekarz w szpitalu na Solcu
- Andrzej Grabarczyk – Leopold Wójcik
- Ryszarda Hanin – służąca chorego na tyfus profesora
- Zygmunt Hübner – profesor Tadeusz Pytel
- Joanna Jędryka – siostra Salomea
- Michał Juszczakiewicz – ranny aresztowany przez gestapo w szpitalu
- Roman Kosierkiewicz – woźnica wożący „Wróbla” do szpitali
- Jerzy Kramarczyk – „reperujący” windę
- Eugeniusz Kujawski – obergruppenführer Hans Moser
- Ewa Kuryło – pielęgniarka asystująca przy „operacji”
- Marek Lewandowski – niemiecki specjalista od szyfrów
- Halina Łabonarska – lekarka na Pawiaku
- Piotr Machalica – „Kmicic”, współwięzień Wójcika na Pawiaku
- Mirosława Marcheluk – Maria Bruzdowa, matka zmarłego w szpitalu na Solcu Krzysztofa
- Anna Milewska – żona profesora Pytla
- Stanisław Niwiński – chirurg ze szpitala Dzieciątka Jezus
- Marek Nowakowski – kierowca karetki przewożący zwłoki
- Bronisław Pawlik – Zygmunt Bruzda, ojciec zmarłego w szpitalu na Solcu Krzysztofa
- Beata Poźniak – pielęgniarka pomagająca doktorowi Leśniakowi
- Zbigniew Sawan – chory na tyfus profesor, przyjaciel Pytla
- Andrzej Szenajch – „reperujący” windę
- Karol Strasburger – gestapowiec w szpitalu
- Henryk Talar – hauptsturmführer Knothe, komendant z Pawiaka
- Aleksander Trąbczyński – szpicel śledzący Wójcika
- Marek Walczewski – lekarz na Pawiaku
- Wojciech Wysocki – doktor Leśniak
- Jerzy Zass – Prahl, strażnik więzienny na Pawiaku
- Jolanta Zykun – pielęgniarka
- Stanisław Miedza-Tomaszewski – oryginalny bohater wydarzeń (pojawia się na początku i w końcówce filmu)

## Informacje dodatkowe
- Film został zrealizowany w ciągu 24 dni zdjęciowych.
- Plenery filmowe były w Warszawie, zdjęcia zrealizowano w celach Pawiaka, a sceny szpitalne w szpitalu na Lindleya i w Szpitalu Praskim.
- Stanisław Miedza-Tomaszewski oprócz epizodycznej roli narracyjnej, pełnił także rolę konsultanta.
- Z roku 1970 pochodzi spektakl teatru telewizji pod tym samym tytułem, w reżyserii Edwardy Paszkowskiej, w obsadzie: Edmund Fetting jako profesor, Janusz Bukowski jako Wójcik oraz Jan Englert w roli doktora Leśniaka[1].